# Camomille
Pour les articles homonymes, voir Camomille (homonymie).

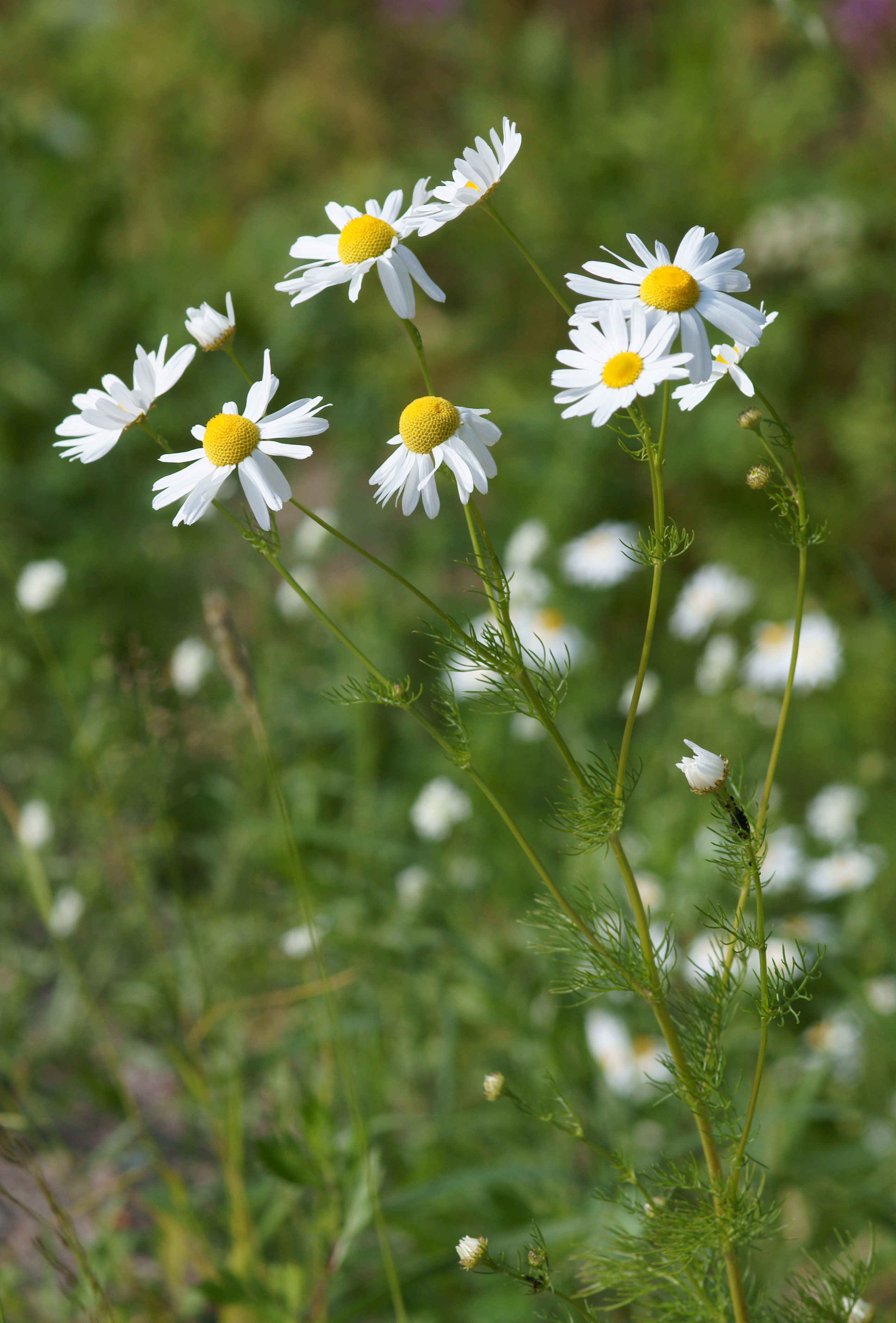
Camomille allemande, Matricaria chamomilla.

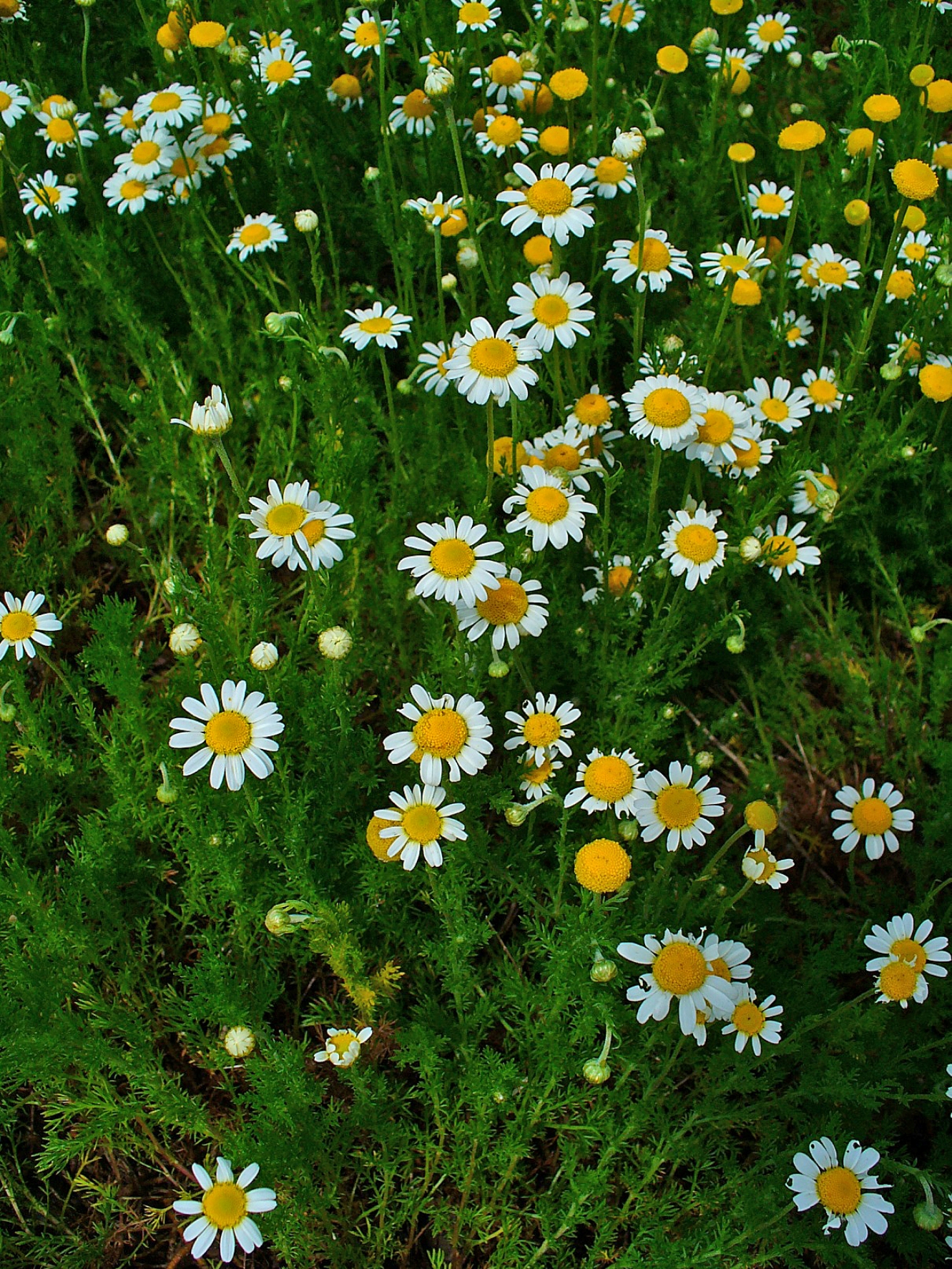
Camomille romaine, Chamaemelum nobile.

On appelle couramment camomille plusieurs plantes ressemblant à des petites marguerites, de la famille des Astéracées. Deux espèces sont couramment utilisées pour préparer des infusions à base de plantes en médecine traditionnelle, mais il n'existe pas, en 2023, de preuves suffisantes que la camomille ait un quelconque effet sur la santé,,.

## Étymologies
Le mot français, prononcé /kamɔmij/, est un emprunt du latin médiéval « camomilla » et s'est aussi orthographié « kamomille » au XVIIIe siècle.

## Espèces

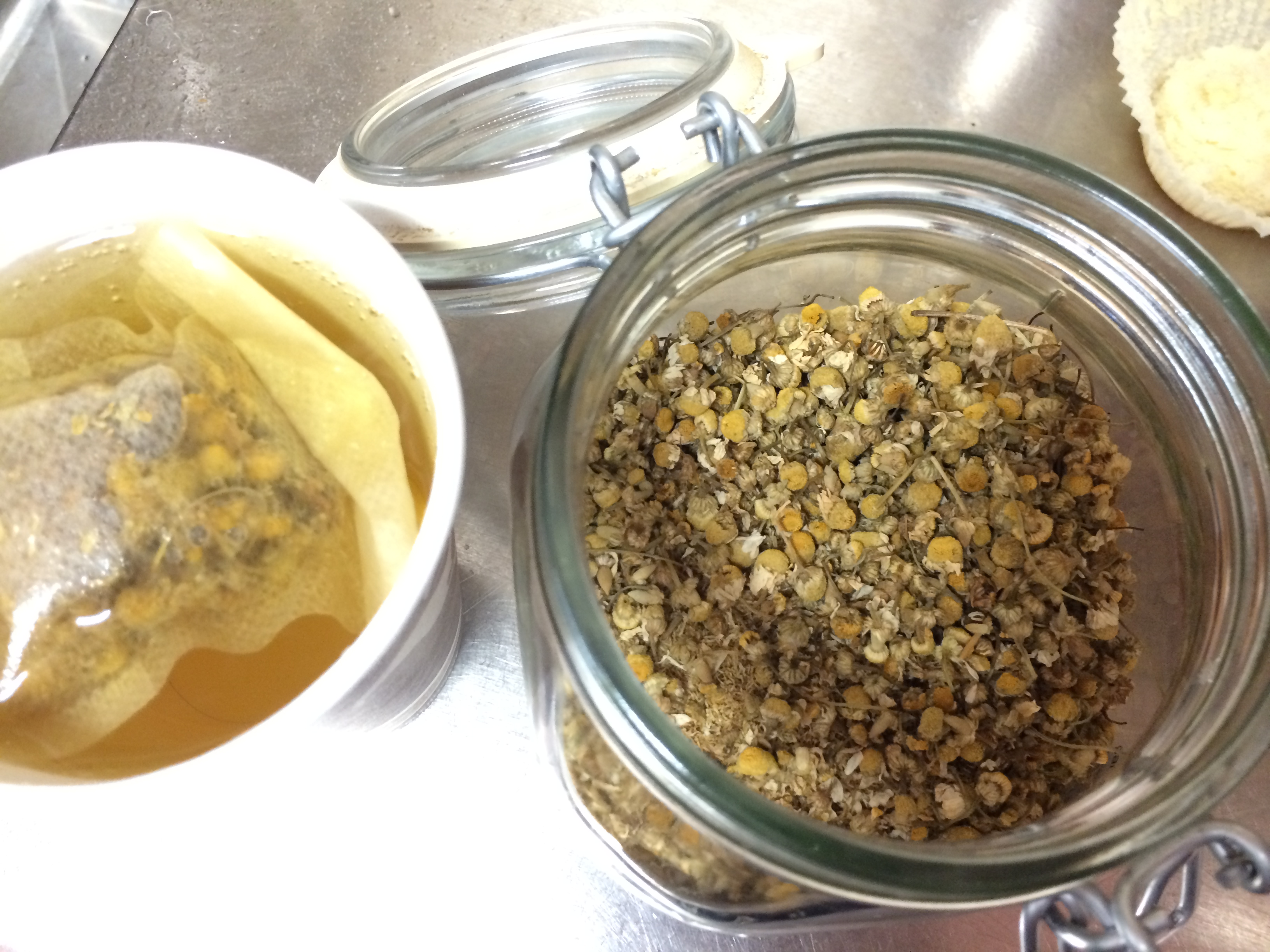
Thé à la camomille en vrac.

Les espèces les plus couramment utilisées en infusion sont :
- Matricaria chamomilla, souvent appelée matricaire, camomille allemande ou « eau de jeunesse »[5],
- Chamaemelum nobile (autrefois appelée Anthemis nobilis) : camomille romaine, anglaise ou de jardin (à noter que C. nobile Treneague est normalement utilisée pour créer une pelouse de camomille)[6].

Un certain nombre d'autres noms communs d'espèces incluent le mot « camomille ». Cela ne veut pas dire qu'ils sont utilisés de la même manière que les espèces utilisées dans la tisane dite « camomille ». Les plantes dont le nom commun « camomille », de la famille des astéracées, sont :
- Matricaria chamomilla, camomille allemande
- Anthemis arvensis, camomille des champs
- Anthemis cotula, camomille puante
- Cladanthus mixtus, camomille marocaine
- Chamaemelum nobile, camomille romaine
- Cota tinctoria, teinture, camomille dorée, oxeye ou jaune
- Eriocephalus punctulatus, camomille du Cap
- Matricaria discoidea, camomille sauvage ou ananas
- Matricaria perforata ou Tripleurospermum inodorum, camomille sauvage, matricaire perforée ou inodore
- Tanacetum parthenium, la grande camomille

## Différences entre les trois camomilles médicinales

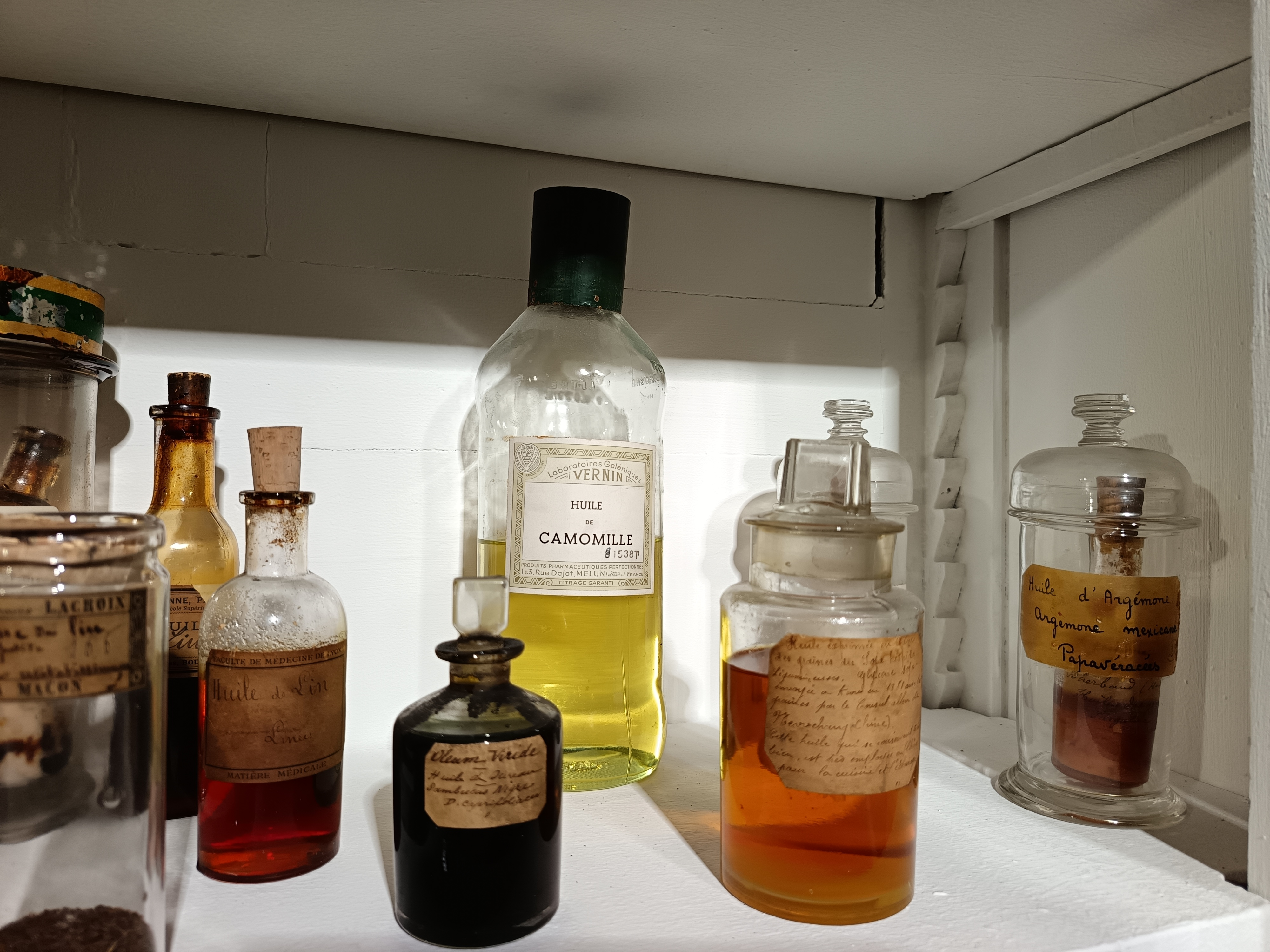
Huile de camomille.

Alors que la matricaire est annuelle, les deux autres camomilles médicinales sont vivaces. Cependant, la grande camomille se distingue assez facilement des deux autres du fait de sa taille nettement plus grande (jusqu'à 70-80 cm) et ses feuilles ont des lobes plus larges :
| Camomilles médicinales   |                                            |                                          |                                                                  |
|                          | Matricaria chamomilla matricaire camomille | Chamaemelum nobile camomille romaine     | Tanacetum parthenium grande camomille                            |
|                          |                                            |                                          |                                                                  |
| plante                   | annuelle                                   | vivace                                   | vivace                                                           |
| tige                     | une tige dressée                           | plusieurs tiges couchées puis redressées | plusieurs tiges dressées                                         |
| feuille                  | 2-3-penniséquée                            | 2-3-penniséquée                          | 2-pennée à 3-5 lobes larges                                      |
| réceptacle               | sans paillettes                            | avec paillettes                          | sans paillettes                                                  |
| akène                    | 4-5 côtes                                  | 3 stries                                 | 5-8 côtes                                                        |
| indigène                 | Europe, Afrique du Nord, Asie tempérée     | Régions atlantiques                      | Méditerranéen occid., : Europe de l'Est et du sud, Asie tempérée |
| lactone sesquiterpénique | matricine →chamazulène                     | nobiline                                 | parthénolide                                                     |

## Dans la culture
Dans The Tale of Peter Rabbit de Beatrix Potter (1902), Peter reçoit du thé à la camomille après avoir été poursuivi par M. McGregor.
Le roman de 1984 de Mary Wesley, The Camomile Lawn, présente une maison à Cornwall avec une pelouse plantée de camomille plutôt que d'herbe.
La camomille est la fleur nationale de Russie. Cet emblème végétal fait partie de la culture russe.